# 邬士谔
邬士谔（?—?）。字凌干，浙江余姚县（今宁波余姚市）人。寓居琴川（今江苏省常熟一带），清朝画家。擅画，兼擅工笔画，画作传神。